# Hans-Stieber-Preis
Der Hans-Stieber-Preis ist ein Förderpreis für Komponisten ernster Musik, der von der nicht rechtsfähigen Hans-Stieber-Stiftung des Landesverbandes Sachsen-Anhalt Deutscher Komponisten e. V. (LVDK) mit Sitz in Halle (Saale) vergeben wird. Namensgeber und Widmungsträger ist Hans Stieber (1886–1969), Komponist und Gründungsdirektor der Staatlichen Hochschule für Theater und Musik Halle.
Er wurde nach Stiebers Tod von seiner Witwe Gertl Stieber 1977 aus dessen Erbschaft gestiftet und alljährlich bis 1989 an vor allem Nachwuchskomponisten der DDR vergeben. Nach der politischen Wende machten die Erben Stiebers einen Herausgabeanspruch bezüglich des Stiftungsvermögens geltend, wodurch die Preisvergabe zunächst ausgesetzt werden musste.
Ein Urteil des Oberlandesgerichts Naumburg und eine finanzielle Aufstockung durch die Saalesparkasse in Halle machte im Jahr 2000 die Wiederbelebung des Preises durch den LVDK unter der Leitung von Thomas Buchholz möglich. Dieser schrieb den Preis nun aller zwei bis vier Jahre im Rahmen eines Wettbewerbs für junge Komponisten sowie für auf dem Gebiet der Neuen Musik publizierende Musikwissenschaftler aus. Er wird seitdem im Rahmen des zeitgenössischen Musikfestivals Hallische Musiktage vergeben.

## Wettbewerbsreglement
Die Wettbewerbsbedingungen wurden im Laufe der 2000er Jahre angepasst. Teilnehmen können Bewerber bis zum 23. bzw. 25. Lebensjahr mit Wohnsitz in der Bundesrepublik Deutschland. Zur Vertiefung der Beziehung Deutschlands zu Osteuropa und den GUS-Staaten entfiel bei diesen Teilnehmern sodann das Wohnsitzkriterium.
Eine unabhängige Jury wählt die Preisträger aus anonymen Partituren aus. Sie setzt sich aus dem Kuratorium der Hans-Stieber-Stiftung (Vorsitz: Willi Vogl, später Bernhard Schneyer), weiteren berufenen Juroren und dem beratenden Jurymitglied Thomas Buchholz zusammen. Die Mitglieder sind in der Regel Komponisten (u. a. Günter Neubert) und Dirigenten.
Das teilbare Preisgeld beläuft sich auf 1.000 Euro (vorher 2.000 D-Mark). Weiterhin werden Sachpreise vergeben, darunter die Teilnahme an einem Sommerkurs der Komponistenklasse Sachsen-Anhalt. Die Preisvergabe findet im Rahmen der Hallischen Musiktage statt. Dazu wird im Händel-Haus in Halle ein Festkonzert veranstaltet.
Die Partituren der Preisträgerwerke werden in die Archivbestände der Bibliothek der Stiftung Händel-Haus in Halle übernommen.

## Preisträger

### 1977–1989

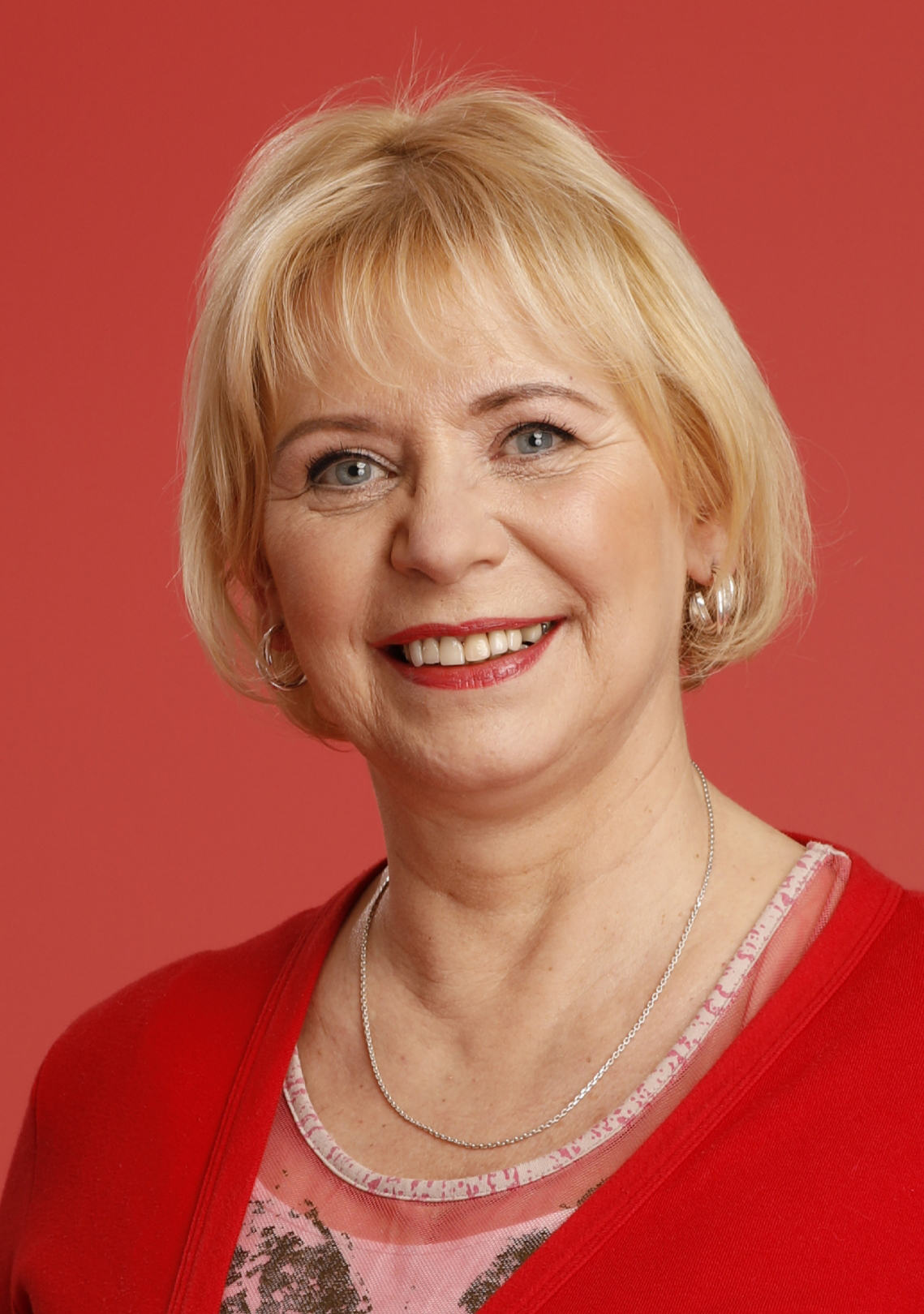
Ulrike Liedtke (Preisträgerin 1988)

Gerd Domhard (Preisträger 1978)

| Jahr | Preisträger          | Herkunft      |
| ---- | -------------------- | ------------- |
| 1977 | Manfred Weiss        | Dresden       |
| 1978 | Gerd Domhardt        | Halle (Saale) |
| 1979 | Wilfried Krätzschmar | Dresden       |
| 1980 | Reinhard Pfundt      | Leipzig       |
| 1981 | Johannes Wallmann    | Berlin        |
| 1982 | Thomas Hertel        | Dresden       |
| 1983 | Ralf Hoyer           | Berlin        |
| 1984 | Frank Petzold        | Magdeburg     |
| 1985 | Juro Mětšk           | Bautzen       |
| 1986 | Thomas Reuter        | Halle (Saale) |
| 1987 | Bernd Franke         | Leipzig       |
| 1988 | Ulrike Liedtke       | Berlin        |
| 1989 | Helmut Zapf          | Gera          |

### Seit 2000
| Jahr   | Preisträger                     | Herkunft                        | Gewinnerstück(e) | Interpret der Uraufführung                                                                                      |
| ------ | ------------------------------- | ------------------------------- | --- | --- |
| 2000   | Arno Lücker / Johannes Kreidler | Langenhagen Dornhan/Leinstetten | „Variationen über ein Thema von Sergej Prokofiew (aus Op. 39)“ für Oboe, Viola und Fagott / „Baum und Landschaft“. Musik für Viola und Gitarre | Ensemble Sortisatio, Leipzig                                                                                    |
| 2002   | Jakob Neubauer                  | Berlin                          | „Stockungen“ für Flöte, Violine, Violoncello und Klavier                                                                                       | Ralf Mielke (Flöte), Hendrik Hochschild (Violine), Hinnes Goudschaal (Violoncello) und Dirk Fischbeck (Klavier) |
| 2005 a | Tobias Klich                    | Weimar                          | „Galgenliederbuch“ für Gesang, Bratsche und Klavier                                                                                            | Mitglieder der Sinfonietta Dresden                                                                              |
| 2009 b | Johann Friedrich Röpke          | Magdeburg                       | | ensemble courage, Dresden                                                                                       |